# Mary Beale

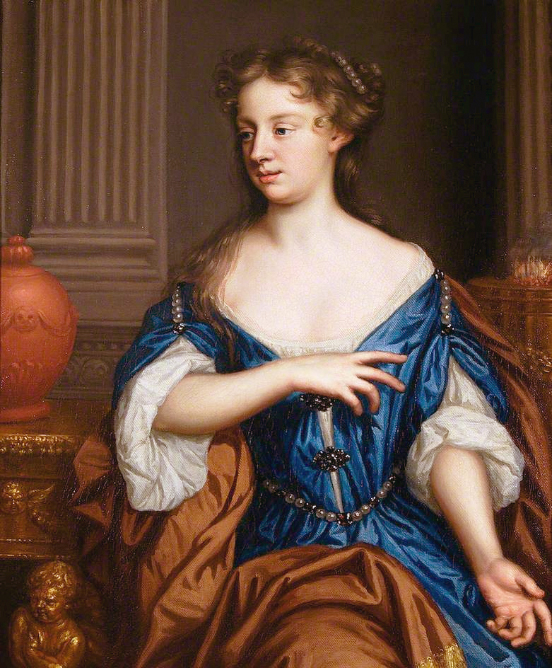
Mary Beale, Selbstbildnis, Öl auf Leinwand ca. 1665. Im Besitz der National Portrait Gallery (London)

Mary Beale, geborene Cradock (* um 1633 in Barrow; Suffolk; † 1699 in London), war eine englische Porträtmalerin, die als die erste professionelle Malerin Englands gilt. Sie gehörte zu den besten Malerinnen des 17. Jahrhunderts und fertigte Porträts von den bedeutendsten Personen ihrer Zeit an, z. B. von König Karl II. und von Erzbischof John Tillotson. In der Neuzeit wurde sie aufgrund einer Ausstellung, die 1975 im Geffrye Museum gezeigt wurde, wieder bekannter.

## Leben

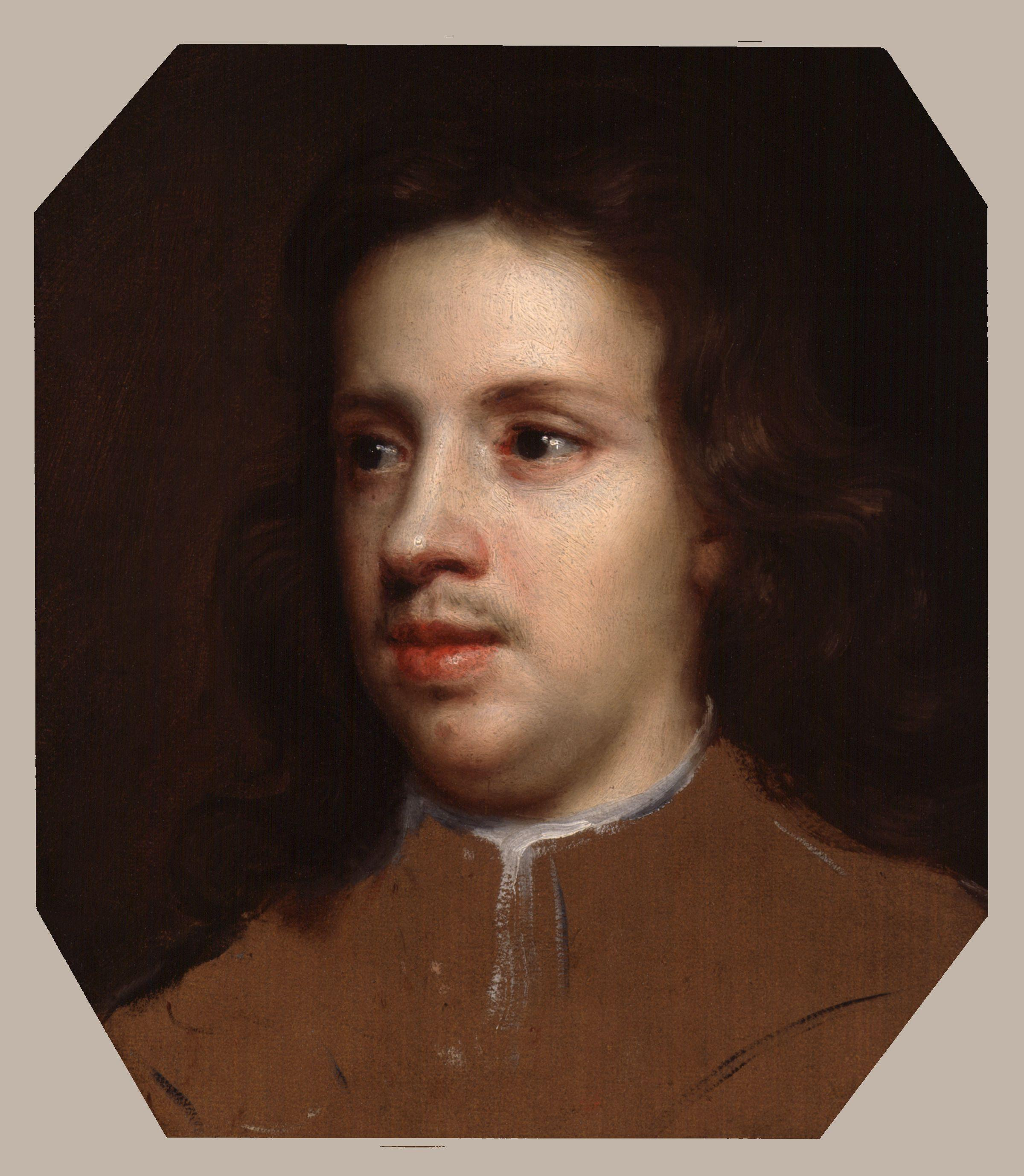
Mary Beales Ehemann, Charles Beale, ca. 1663 Öl auf Leinwand von Mary Beales. Im Besitz der National Portrait Gallery (London)

Mary Beale wurde als zweites Kind des puritanischen Pastors John Cradock (1595–1652) aus Barrow und seiner Frau Dorothy Brunton (oder Brinton) († 1643) geboren. Mary Beales genaues Geburtsdatum ist nicht überliefert, als Datum ihrer Taufe ist aber der 16. März 1633 bekannt. Ihr Vater war Hobbykünstler und Mitglied der Painter-Stainer's Company. Er ließ ihr vermutlich eine Ausbildung in Malerei zukommen. Bereits 1658, mit etwa 25 Jahren, hatte sich Mary Beale einen Ruf als Malerin erarbeitet, denn in Sir William Sanderson’s The Most Excellent Art of Painting aus demselben Jahr findet sie als eine von drei Malerinnen Erwähnung. Mit ihrem Ehemann Charles Beale lebte sie zunächst in Covent Garden in London, ab zirka 1660 dann in Hind Court in der Londoner Fleet Street, nachdem Charles dort den Posten seines Vaters als Deputy Clerk im Patentamt übernommen hatte. Mit den inzwischen geborenen Söhnen Bartholomew und Charles zogen sie um 1664 aufgrund der grassierenden Pest jedoch aufs Land, nach Allbrook in Hampshire.
Erst 1670 kehrte Mary Beale mit ihrer Familie nach London zurück. Diesmal entschied sie sich, als professionelle Malerin zu arbeiten und richtete sich ein Atelier in ihrem Mietshaus in Pall Mall ein. Zu ihrem Klientenkreis gehörten bald viele Adelige, Kleriker und Mitglieder der Royal Society. Für ein Halbfigurenporträt verlangte sie zu dieser Zeit 5 Pfund, für ein Dreiviertelporträt 10 Pfund. Ihr Mann unterstützte sie als Künstlerin, indem er sich um die Auftragsannahme kümmerte, um die Honorare und die Vorbereitung ihrer Künstlerfarben. Seine umfangreichen Tagebücher aus den Jahren 1672 bis 1681 enthalten neben Informationen zu diesen Tätigkeiten noch viele andere Details über Mary Beales Arbeit und Wirken. Damit gewähren die Dokumente einen für die Zeit einzigartigen Einblick in das Leben einer Künstlerin. Aus den Aufzeichnungen ihres Freundes Samuel Woodforde ergibt sich das Bild einer sympathischen und gastfreundlichen Frau, die einem puritanischen Haushalt vorstand und 10 % ihres jährlichen Einkommens an Arme spendete. Auch ihre Söhne halfen ihr in ihrem Atelier und unterstützten sie beim Malen von Vorhängen und Hintergründen.
Neben der Malerei war Mary Beale unter ihren Zeitgenossen auch als Dichterin bekannt und Samuel Walpole schrieb unter dem Namen Belasia mehrere Gedichte zu ihren Ehren. Während ihrer Zeit in Allbrook schrieb sie ihre „Essays on friendship“ (Essays über die Freundschaft), in denen sie ihre Ansichten zur Gleichstellung von Mann und Frau, sowohl in Freundschaft als auch in der Ehe darlegt. In ihrem Londoner Atelier beschäftigte sie später auch weibliche Assistenten.
Sie starb im Jahr 1699 in ihrem Haus in Pall Mall und wurde am 8. Oktober in der Kirche St. James’s in Piccadilly unter dem Abendmahlstisch bestattet.

## Werk und Stil
Viele Werke von Mary Beale, darunter eine große Zahl von Selbstbildnissen, sind erhalten geblieben. Die größte Sammlung ihrer Gemälde befindet sich im Manor House Museum in Bury St. Edmunds. Ihre Gemälde fertigte sie in Öl, Wasserfarben und Kreide an, typisch für ihren Stil sind warme, braune Töne, eine außerordentliche Farbreinheit und ein ovaler falscher Rahmen aus gemaltem Stein.
Einen großen Einfluss auf Mary Beales Stil hatte der Hofmaler Peter Lely, der sie um 1672 in ihrem Atelier besuchte und sie „außerordentlich empfahl“. Später erlaubte er ihr seine Techniken zu studieren und sie begann Kopien seiner Porträts anzufertigen, die sie gewinnbringend verkaufte. Den erotischen Unterton vieler seiner Gemälde von Hofschönheiten milderte sie oft jedoch ab.
Um 1681 begann Mary Beale sich zunehmend mit Projektstudien zum Zweck der Selbstverbesserung zu widmen. Die Zahl ihrer Auftragsarbeiten ging langsam zurück und sie experimentierte nun z. B. mit zwanglosen Posen (A Young Girl in profile, um 1681) und alternativen Leinwänden. Ihre Arbeiten aus dieser Zeit zeichnen sich, ohne die Einschränkungen von Auftragsarbeiten, durch Individualität und Feingefühl aus.

## Ehe und Nachkommen

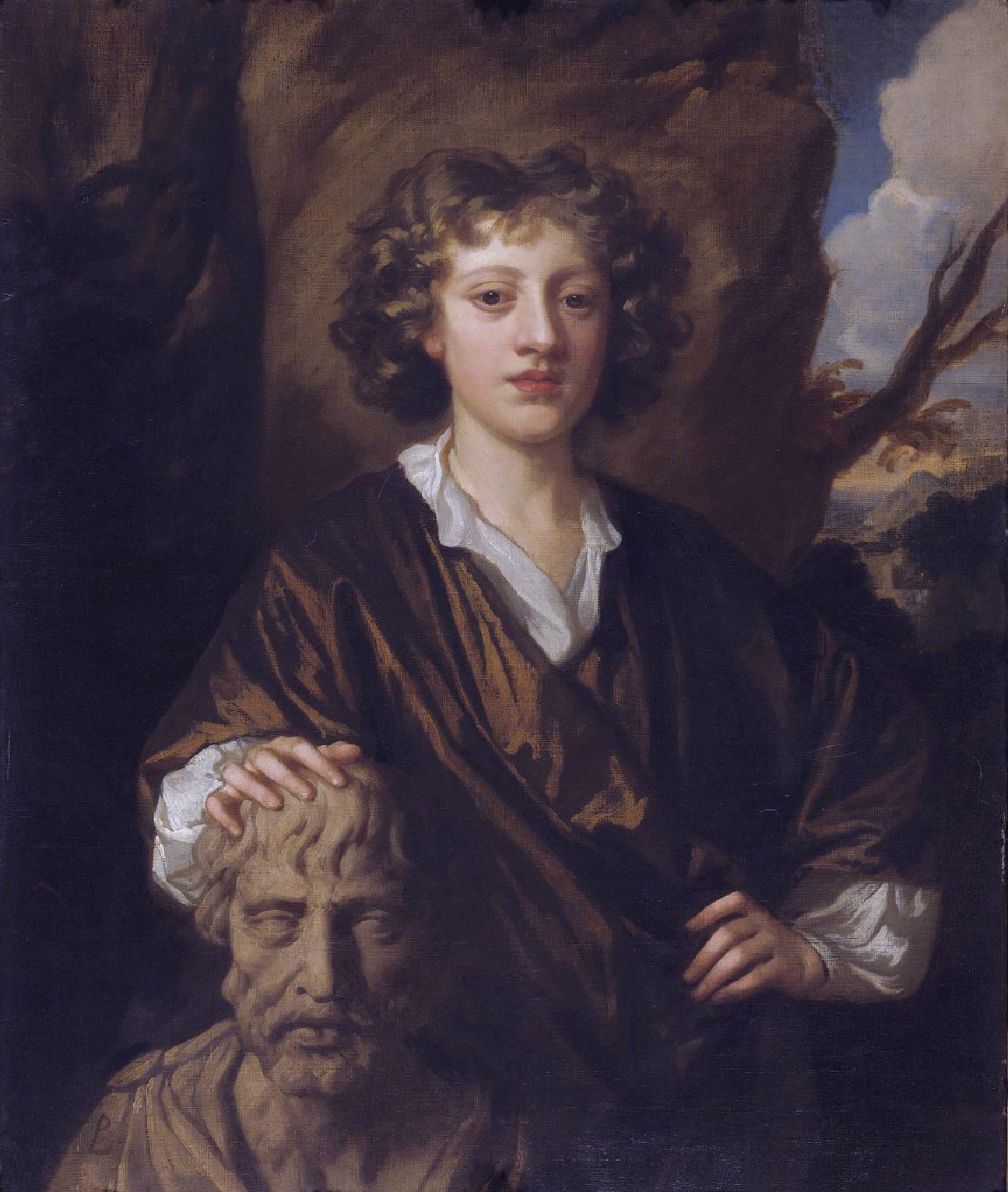
Bartholomew Beale, ca. 1670. Öl auf Leinwand von Peter Lely

Am 8. März 1652 ehelichte Mary Cradock den Puritaner Charles Beale (getauft 1631, gestorben 1705) aus Walton Moore in Buckinghamshire. Aus der Ehe gingen zwei Söhne hervor.
- Bartholomew Beale (getauft 1656, † 1709), erhielt eine Ausbildung im Atelier seiner Mutter, studierte anschließend aber Medizin am Clare College in Cambridge (Abschluss 1682) und wurde Arzt in Coventry. Er heiratete Ann Naylor († 1725/26) und wurde am 17. Mai 1709 in St. Michael’s in Coventry bestattet.[2]
- Charles Beale (getauft 1660, † vermutlich 1726) wurde am 23. Juni 1660 in London getauft und lernte im Atelier seiner Mutter die Malerei sowie bei Thomas Flatman die Miniaturmalerei. Einige seiner Werke sind heute im Victoria and Albert Museum in London zu sehen. Seine zwischen 1679 und 1681 entstandenen Rötelskizzen von Familienmitgliedern und Freunden gelten in dieser Zeitperiode aufgrund ihrer informellen und direkten Herangehensweise als einzigartig. Um 1688 hatte er Miniaturen aufgegeben und widmete sich Vollporträts. Sein Todesdatum ist unbekannt.[2]